# Iglesia del Espíritu Santo (Vilna)
La iglesia del Espíritu Santo (en lituano: Vilniaus Šv. Dvasios vienuolyno katedra; en ruso: Церковь Святого Духа) es un edificio religioso ortodoxo que se localiza en cerca de la puerta del Alba de Vilna, Lituania. El monasterio es la sede de la eparquía ortodoxa rusa de Lituania.

## Historia
El sitio de la iglesia actual solía estar ocupado por una iglesia de madera, siguiendo la forma de una cruz latina, erigida en 1638, cuando Vilna era parte de la mancomunidad polaco-lituana. Asociado a la iglesia había un convento, inaugurado en 1567.
Después de que un incendio destruyera la iglesia de madera en el siglo XVIII, se erigió una iglesia de piedra en 1749-1753 en estilo barroco, con detalles del interior en estilo rococó. Fue diseñada por Johann Christoph Glaubitz, un arquitecto de ascendencia alemana que se destacó por desarrollar una escuela lituana de arquitectura barroca, conocida como barroco de Vilna.
Durante el período polaco de entreguerras, los edificios fueron restaurados, mientras una discreta comunidad de monjes ortodoxos de origen ruso intentaba preservar sus tradiciones, negadas por su vecino soviético. La iglesia sufrió durante la Segunda Guerra Mundial. El templo fue restaurado en 1946 con la devolución de sus reliquias y nuevamente a principios de los años 1990, después de la independencia de Lituania. La iglesia del Espíritu Santo es la principal iglesia ortodoxa de Lituania y está afiliada a dos monasterios ortodoxos: el monasterio del Espíritu Santo y el monasterio de Santa María Magdalena, los únicos monasterios ortodoxos que quedan en Lituania.

## Arquitectura
En el siglo XIX, cuando Vilna formaba parte del Imperio ruso, se añadieron a la iglesia varios elementos arquitectónicos de estilo neobizantino, pero aun así mantuvo su forma esencialmente barroca. Los frescos ortodoxos, el iconostasio y la cúpula realzan su magnificencia, al igual que la decoración interior en azul oscuro y verde. Las esculturas de escayola (simulación de mármol) son algo poco habitual en una iglesia ortodoxa. En 1853 se añadió un nuevo relicario. En la cripta yacen los restos de los santos Antonio, Juan y Eustacio. Una tradición de la iglesia es cubrirlos de negro durante la Cuaresma, de blanco en Navidad y de rojo en otras festividades religiosas importantes.

## Galería

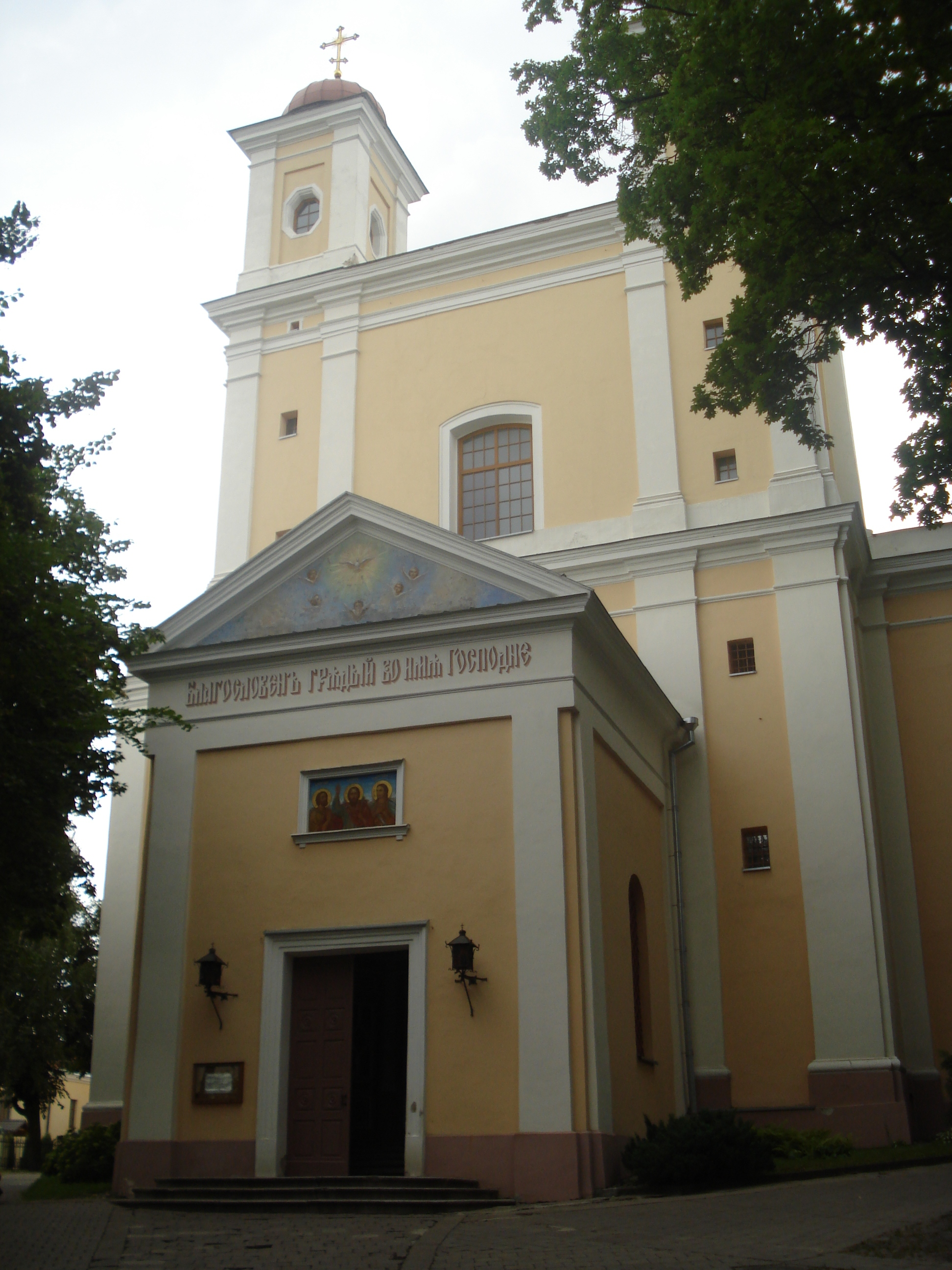
Fachada
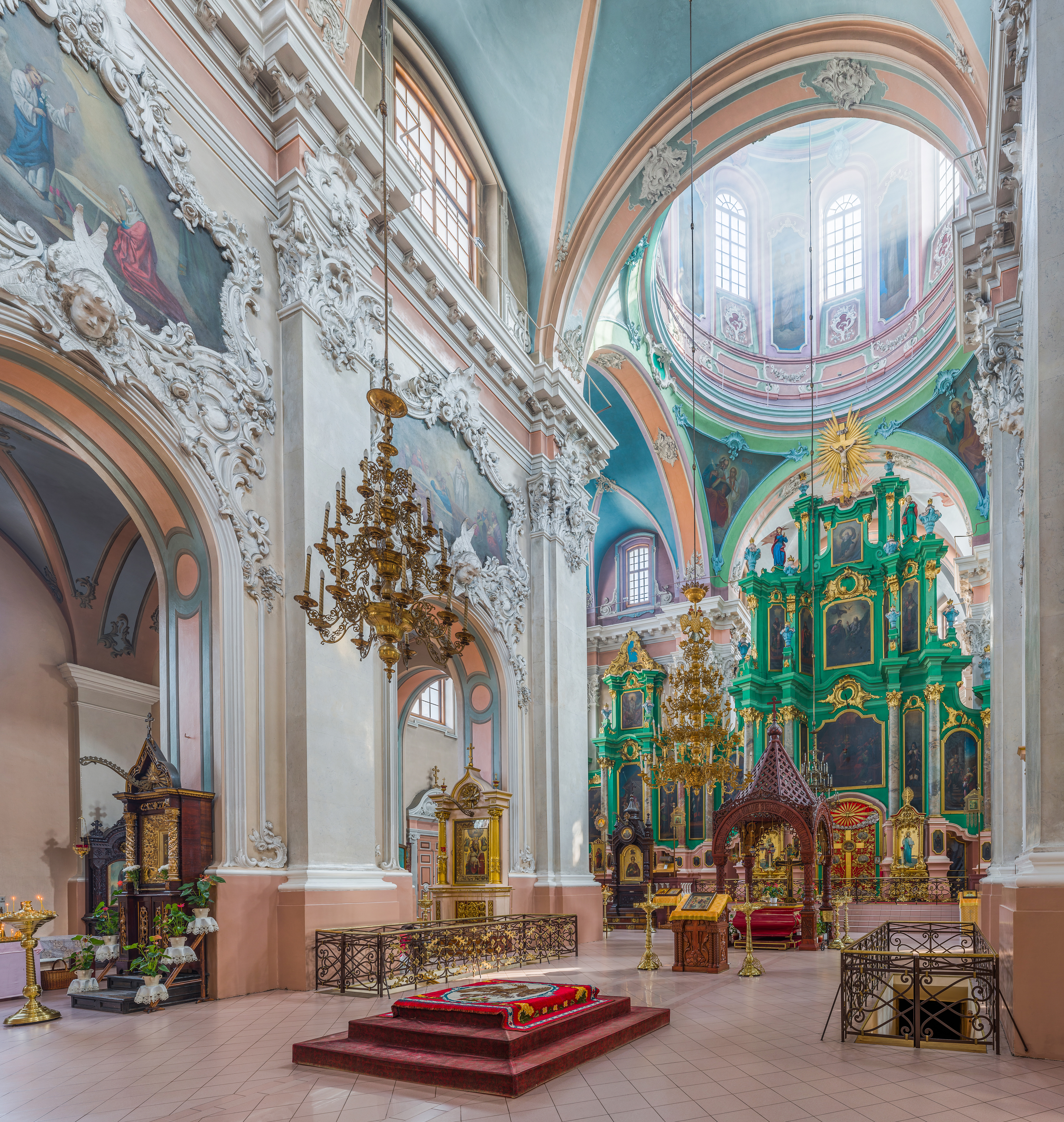
Interior de la iglesia
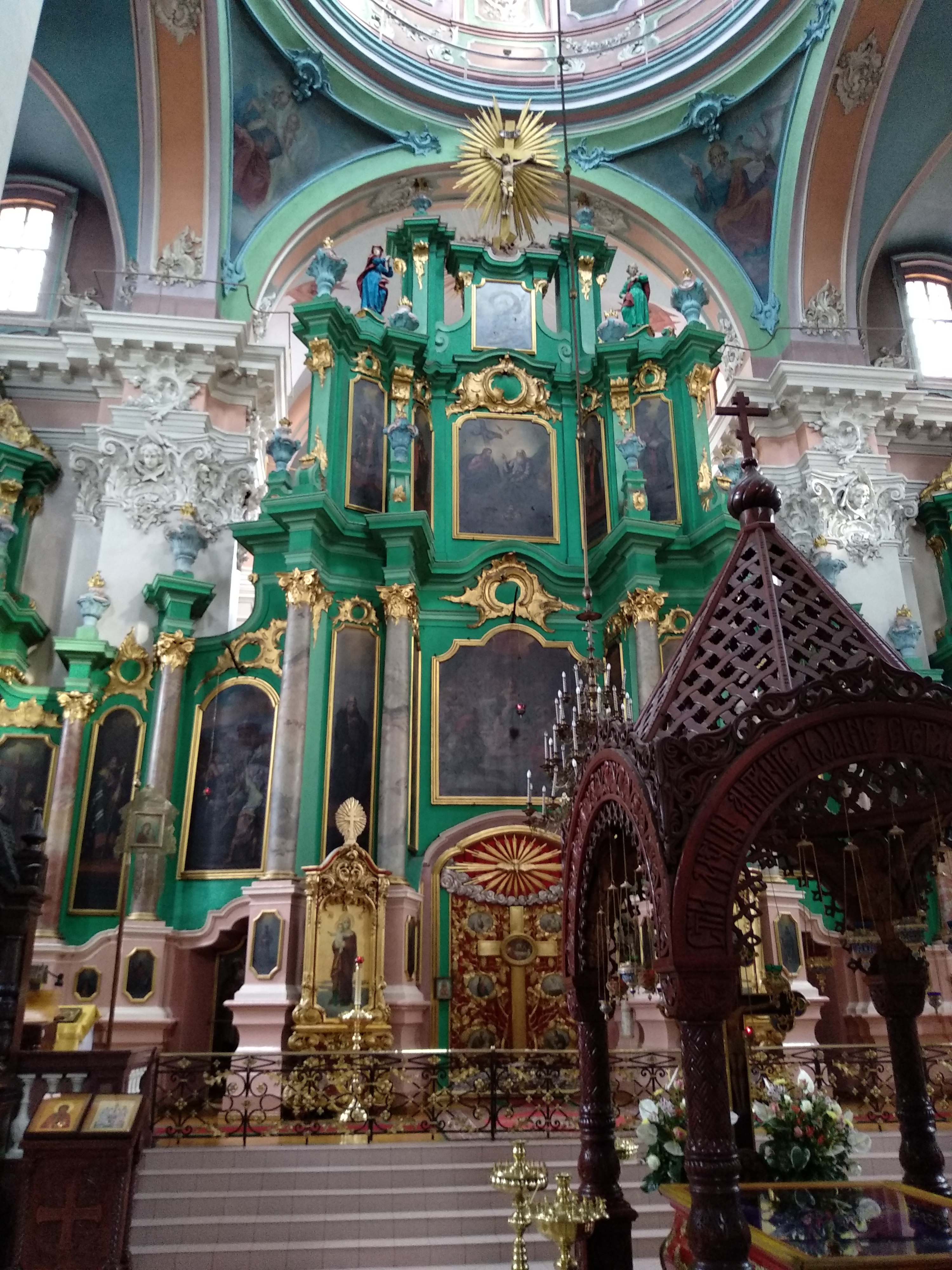
Relicario e iconostasio